# Genetyllis dohrnii
Genetyllis dohrnii är en ringmaskart som först beskrevs av Langerhans 1880.  Genetyllis dohrnii ingår i släktet Genetyllis och familjen Phyllodocidae. Inga underarter finns listade i Catalogue of Life.